# Taylor (Nowy Jork)
Taylor – miasto w Stanach Zjednoczonych, w stanie Nowy Jork, w hrabstwie Cortland.